# Alexandru Duiliu Zamfirescu

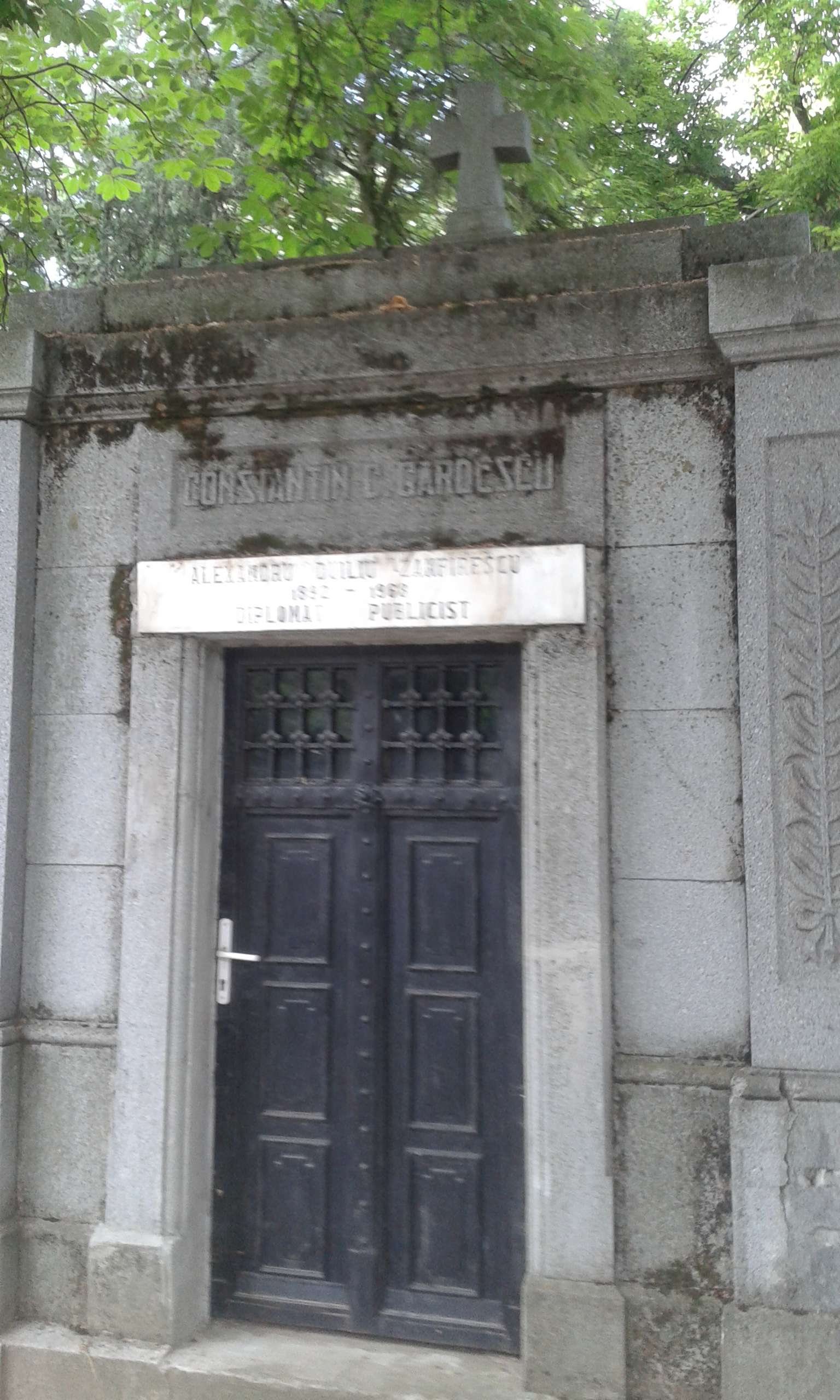
Mormântul lui Al. Duiliu Zamfirescu de la Cimitirul Bellu.

Alexandru Duiliu Zamfirescu, pe numele său real Alexandru-Antonio-Lascar-Cesare Zamfirescu, (n. 18 martie 1892, Roma, Italia – d. 24 februarie 1968, București) a fost un diplomat, prozator și traducător român.

## Biografie

### Familia și studiile
S-a născut pe 18 martie 1892 la Roma, ca fiul al diplomatului și prozatorului român Duiliu Zamfirescu și al soției acestuia, Henriqueta (născută Allievi). Tatăl său îndeplinea în acea vreme funcția de secretar II al Legației României de la Roma. Alexandru a urmat școala primară și o parte a studiilor liceale, la Roma; a absolvit Liceul „Janson de Sailly” din Paris în 1909, ca șef de promoție cu „Prix d’excellence”, apoi a urmat studii universitare la Paris, devenind licențiat ès lettres la Sorbona (1912) și licențiat în drept (1913); a absolvit, de asemenea, École de Sciences Politiques din Paris (1914).

### Activitatea diplomatică
Începând din 1915 a desfășurat o activitate diplomatică în serviciul statului român, fiind angajat atașat în Ministerul de Externe. A luptat pe front în Primul Război Mondial, fiind sublocotenent de artilerie în regimentul condus de colonelul Dimitrie Rujinschi. După război, a fost trimis în misiune în mai multe țări: secretar de legație cl. III la Roma (1919-1922), secretar de legație cl. II la Berlin (1922-1925), prim secretar de legație la Berlin (1928) și însărcinat cu afaceri la Haga (1929).
Ministrul Nicolae Titulescu l-a numit la sfârșitul anului 1933 ca ministru plenipotențiar la Rio de Janeiro (1 februarie 1934 – 1 octombrie 1935), argumentându-i astfel: „Avem motive puternice să inaugurăm relații diplomatice cu țările din America Latină. De ani de zile republicile sud-americane votează cu noi la Geneva. Marii lor juriști la Curtea de la Haga ne susțin oriunde pot. Apoi originea noastră comună … latinitatea”. A ajuns la post în primăvara anului 1934, constatând că știrile despre România din presa braziliană erau puține și deformate („au fost relatări deplorabile din sursă germană și ungară”), și a propus înființarea unor legații distincte în cel puțin trei țări: Argentina, Brazilia și Chile.
Rechemat în Europa din cauza situației politice tot mai încordate, a îndeplinit funcțiile de ministru plenipotențiar la Lisabona, însărcinat cu organizarea sediului și cancelariei legației române (1 octombrie 1935 – 15 noiembrie 1936), trimis extraordinar și ministru plenipotențiar la Varșovia (15 noiembrie 1936 – 1 aprilie 1938), la Roma (1 aprilie 1938 – 25 septembrie 1939) și Copenhaga (1 noiembrie 1939 – 15 octombrie 1940). A fost rechemat în țară după abdicarea regelui Carol al II-lea, fiind bănuit de simpatii carliste, și pensionat din Ministerul de Externe cu puțin timp înainte de lovitura de stat de la 23 august 1944 sau, după altă sursă, în 1948. Memoriile adresate de Al. Duiliu Zamfirescu următorilor miniștri ai afacerilor externe nu au avut efect, iar fostul diplomat român a fost marginalizat în continuare.

### Ultimii ani de viață
Încercarea de reluare a relațiilor diplomatice ale României cu Brazilia, ce fuseseră întrerupte la 5 martie 1942, după ce statul sud-american acordase găzduire unor membri ai familiei regale și ai Mișcării Legionare, a necesitat rechemarea lui Alexandru Duiliu Zamfirescu. Astfel, ministrul acreditat la Buenos Aires, dr. Victor Dimitriu, a efectuat o vizită la Rio de Janeiro în perioada 4-20 noiembrie 1957, fiind însoțit de Mihail Ciobanu, specialist în probleme de comerț exterior, și de Alexandru Duiliu Zamfirescu, fostul reprezentant al României în Brazilia în perioada interbelică, încercând să se exploateze relațiile sale profesionale cu oamenii politici brazilieni. Eforturile lui Alexandru Duiliu Zamfirescu în reluarea relațiilor diplomatice au fost evidențiate astfel în raportul întocmit de Victor Dimitriu la întoarcerea în țară: „tov Zamfirescu, spre deosebire de Argentina, a fost mult mai activ, a avut o comportare serioasă, a susținut, în mod patriotic cu vehemență, realizările regimului nostru și a lucrat în colectiv, cu toate acestea, bilanțul practic al acestor relații ale sale destul de vechi a fost redus…”.
Alexandru Duiliu Zamfirescu era un bărbat frumos și mândru, după cum îl descriu cei care l-au cunoscut, cu o ținută aristocratică, fiind perceput ca un om distant și fudul de către oamenii din societatea înaltă a Bucureștilor ce-i atribuiseră însă într-un mod răutăcios porecla „Catafalc”. Apropiații săi au afirmat dimpotrivă că diplomatul era un om prietenos și generos, dar care nu putea suferi impostura.
A murit pe 24 februarie 1968 la București și a fost înmormântat în Cimitirul Bellu.

## Activitatea literară
Al. Duiliu Zamfirescu a avut preocupări literare încă din tinerețe, dar a început să publice relativ târziu. A scris impresii de călătorie (Pe căi de Miazăzi, 1947), apoi proză cu accente memorialistice, inspirată din mediul diplomatic cunoscut în timpul misiunilor desfășurate în străinătate: Fără frac și joben (1952), Perfecții diplomați (1962), Domnul Daltaban de Seraschier (1965) și Macumba carioca (1967). Bun cunoscător al limbilor franceză și spaniolă, el a tradus în limba română scrieri ale lui Jorge Amado și Francisco Javira și în limba franceză două scrieri ale lui Mihail Sadoveanu: Baltagul (1955) și Viața lui Ștefan cel Mare (1957).

## Scrieri
- Pe căi de Miazăzi, București, 1947;
- Fără frac și joben, nuvele, București, 1952;
- Perfecții diplomați, București, 1962;
- Domnul Daltaban de Seraschier, roman, București, 1965;
- Macumba carioca, povestiri, București, 1967.

### Traduceri
- Mihail Sadoveanu, Le Hachereau (Baltagul), București, 1955;[14]
- Mihail Sadoveanu, Vie d’Etienne le Grand (Viața lui Ștefan cel Mare), București, 1957.[15]